# Paula Vorbeck
Paula Vorbeck (* 28. März 1996 in Stuttgart) ist eine ehemalige deutsche Fußballspielerin.

## Karriere
Vorbeck begann in ihrem Geburtsort im Stadtteil Bad Cannstatt bei der SpVgg Cannstatt mit dem Fußballspielen und war im weiteren Verlauf für den SV Grün-Weiss Sommerrain, einem weiteren Stuttgarter Stadtteilverein, bis ins Jahr 2004 aktiv. Anschließend gelangte sie in die Jugendabteilung des VfL Sindelfingen, für deren D- bis B-Jugendmannschaften sie spielte, zuletzt in der Saison 2012/13 in der Staffel Süd der B-Juniorinnen-Bundesliga in 18 Punktspielen eingesetzt, erzielte sie vier Tore.
Zur Saison 2013/14 rückte sie in die erste Mannschaft auf und gab ihr Pflichtspieldebüt im Seniorinnenbereich zum Bundesligasaisonauftakt am 8. September 2013 bei der 0:1-Niederlage im Regionalderby gegen die TSG 1899 Hoffenheim. Ihr einziges DFB-Pokalspiel bestritt sie am 29. September 2019 bei der 1:3-Zweitrundenniederlage gegen den SC Freiburg. Zum Saisonende 2014/15 in der Staffel Süd der seinerzeit zweigleisigen 2. Bundesliga verließ sie Sindelfingen und begab sich nach Emporia im Bundesstaat Kansas. An der Emporia State University schrieb sie sich für ein Studium ein und kam für das Sport-Team der Bildungseinrichtung, die Hornets, in der Mid-America Intercollegiate Athletics Association (MIAA) in der Division II der NCAA in Meisterschaftsspielen zum Einsatz.

## Sonstiges
Nach Deutschland mit dem akademischen Grad Bachelor of Business Administration (International Business) zurückgekehrt, war sie an der Gründung des Start-up-Unternehmens Compounder GmbH in Köln mitbeteiligt und ist in diesem als Geschäftsführerin und Vertriebsleiterin tätig.